# Rigi
Pour les articles homonymes, voir Rigi (homonymie).
Le Rigi est une montagne suisse située à proximité de Lucerne.
Culminant à 1 797 m d'altitude au Rigi Kulm, c'est un but d'excursions prisé. Déjà au XVIIIe siècle, et grâce à sa position au bord du lac des Quatre-Cantons, le Rigi était un important but d'excursions.
Son nom vient de l'alémanique Rigi « stratification horizontale, bande », d'après les bandes de rochers et d'herbe qui cernent la montagne d'ouest en est. Les humanistes pensaient en revanche que le nom provenait de l'expression latine Regina montium, la « reine des montagnes ».
Deux trains à crémaillère des Rigi Bahnen et un téléphérique mènent au sommet ; une station de ski s'y trouve, ainsi qu'un émetteur de télévision et une station météorologique automatique.
Le sommet est équipé d'un relais de télévision (et FM) diffusant les programmes de SRG SSR idée suisse comme suit :
- SF 1 : sur le canal 6 ;
- SF 2 : sur le canal 32 ;
- la TNT (DVB-T) sera sur le canal 29 dès octobre (?) et diffusera, SF 1 et 2, la TSR 1 et la TSI 1.

Animation représentant le Rigi en trois dimensions.
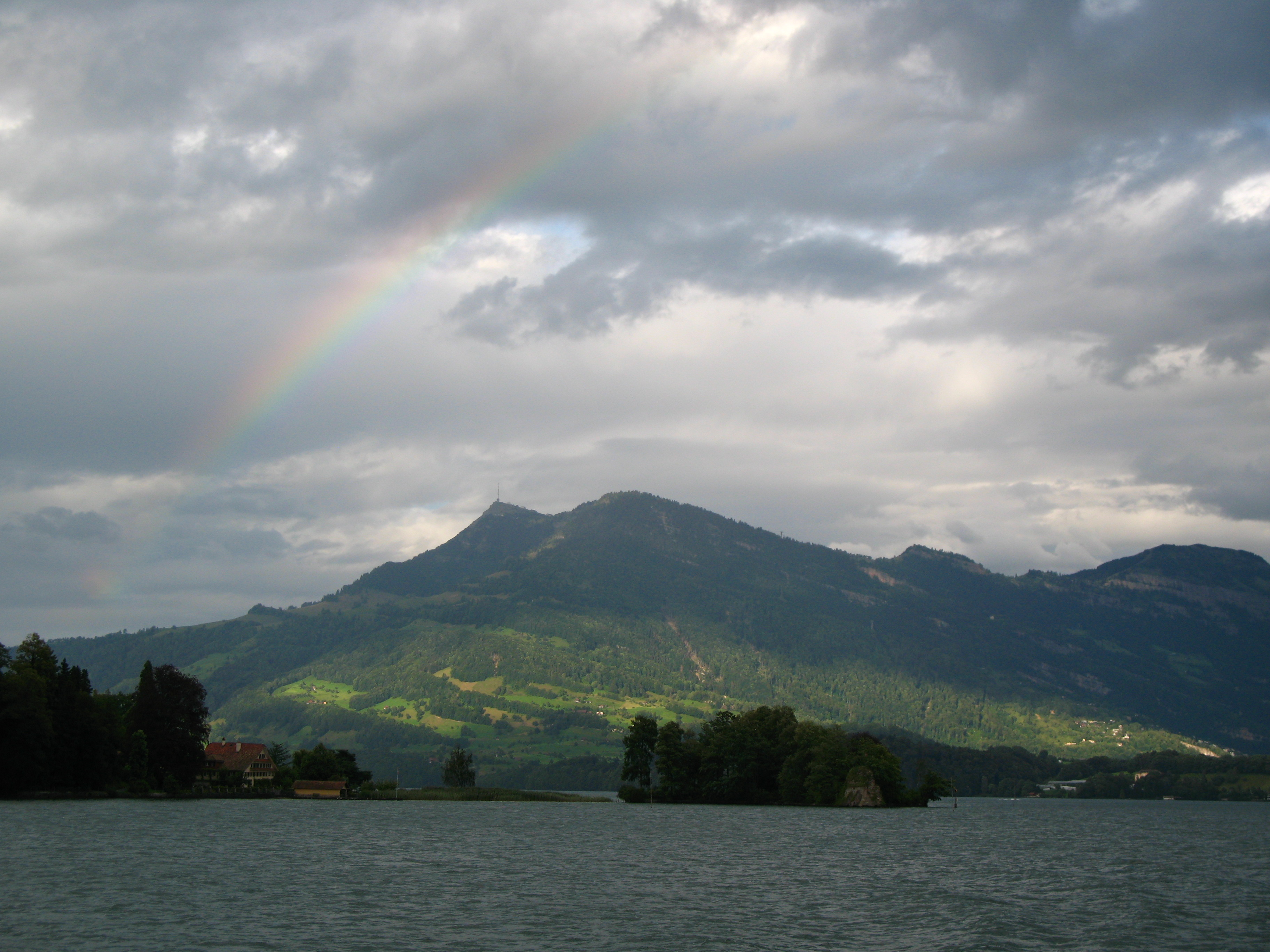
Le Rigi vu de Meggen sur le lac des Quatre-Cantons.
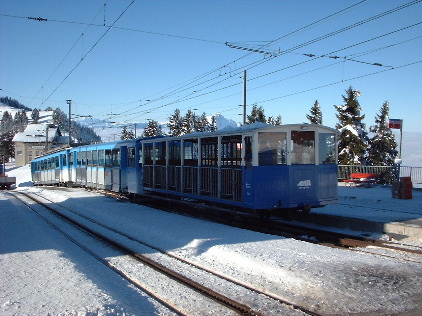
Le train à crémaillère de la compagnie Arth-Rigi-Bahn.
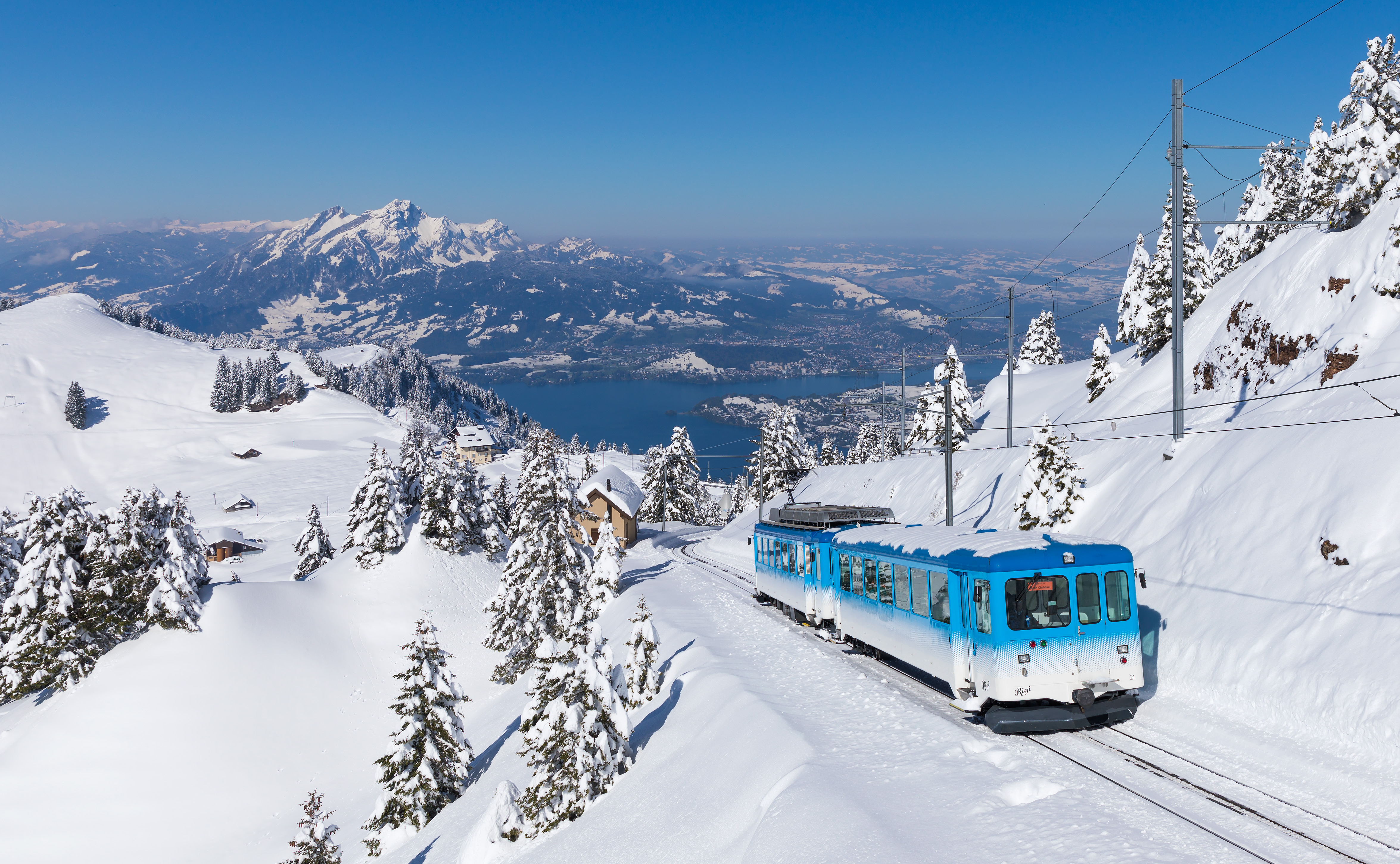
Le train après une chute de neige. Au fond, le mont Pilatus. Avril 2016.
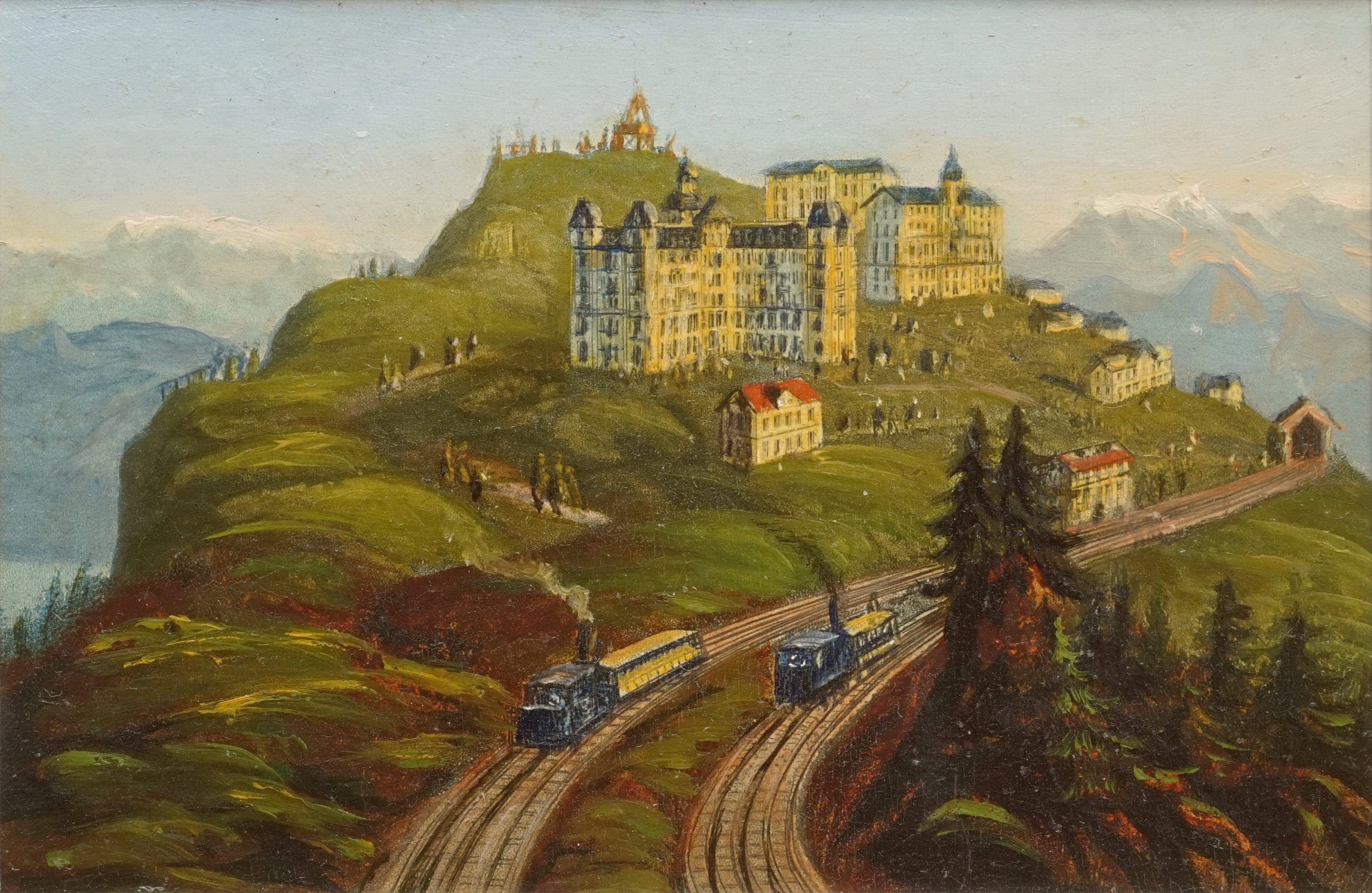
Rigi Kulm avec les deux trains vers 1880. Esquisse à l'huile de Heinrich Müller.
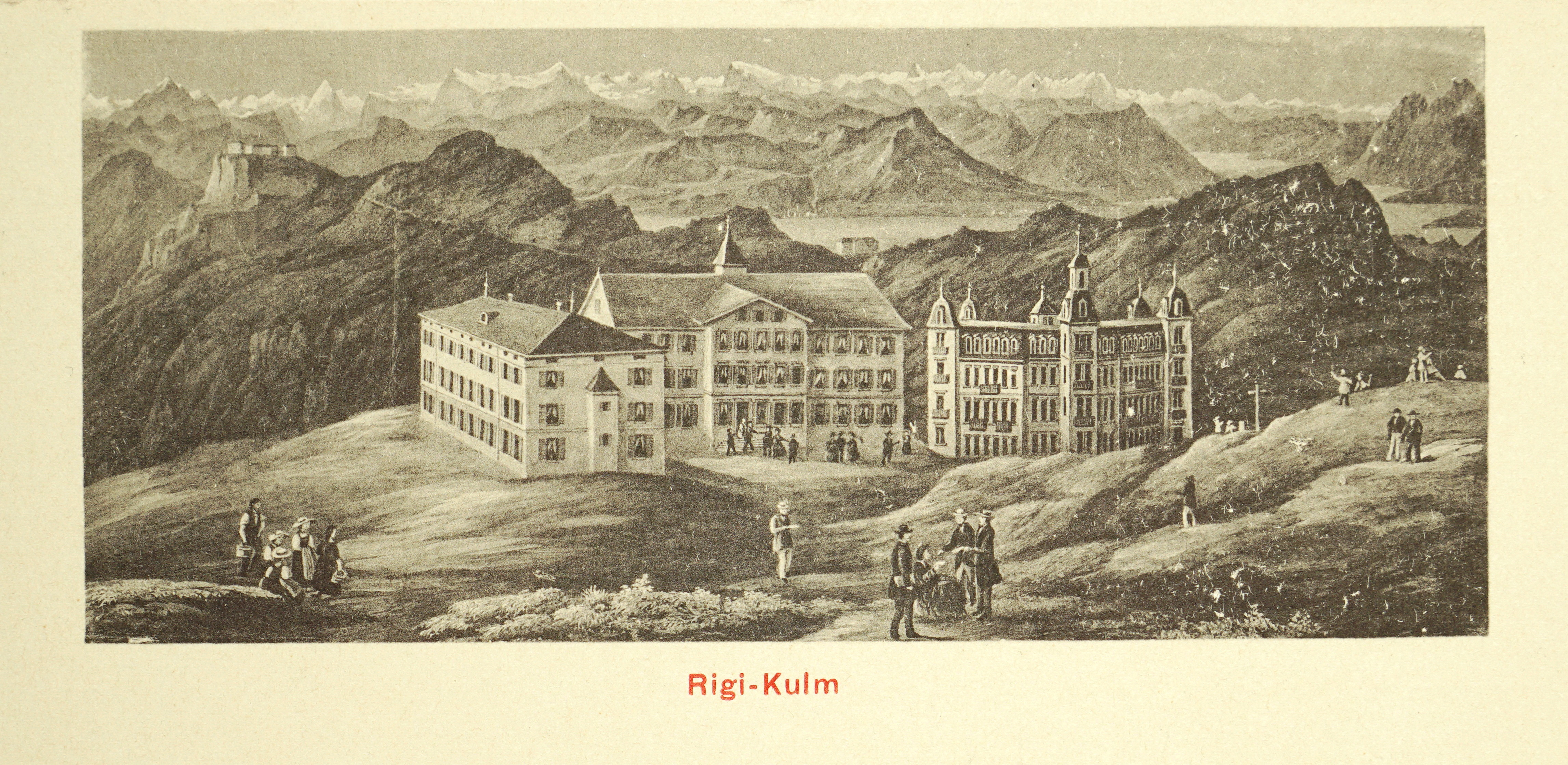
Rigi Kulm, hôtels et panorama vers 1880 (eau-forte sur carte postale).

## Personnalités liées au Rigi
- Un des premiers voyageurs escaladant le Rigi dans le seul but d’en apprécier la vue fut Goethe, en 1775. Il n’avait que 26 ans mais était devenu célèbre une année plus tôt avec la publication de Werther. Il écrivit : « Ce fut un spectacle unique, jamais vu et qui ne se répétera jamais. »
- En 1839, Victor Hugo raconte dans une lettre à sa femme[4] son ascension du Rigi depuis Weggis.
- En 1840-1844, Joseph Mallord William Turner peint plusieurs vues du lac de Lucerne[5] et du Rigi[6],[7],[8].

## Citations
- « Sur le Rigi, on devient statue. L’émotion est immense. C’est que la mémoire n’est pas moins occupée que le regard, c’est que la pensée n’est pas moins occupée que la mémoire. Ce n’est pas seulement un segment du globe qu’on a sous les yeux, c’est aussi un segment de l’histoire. Le touriste y vient chercher un point de vue ; le penseur y trouve un livre immense où chaque rocher est une lettre, où chaque lac est une phrase, où chaque village est un accent, et d’où sortent pêle-mêle comme une fumée deux mille ans de souvenirs. » Victor Hugo, Lettre à Adèle, 1839.

Les Aquarelles de Turner en 1842
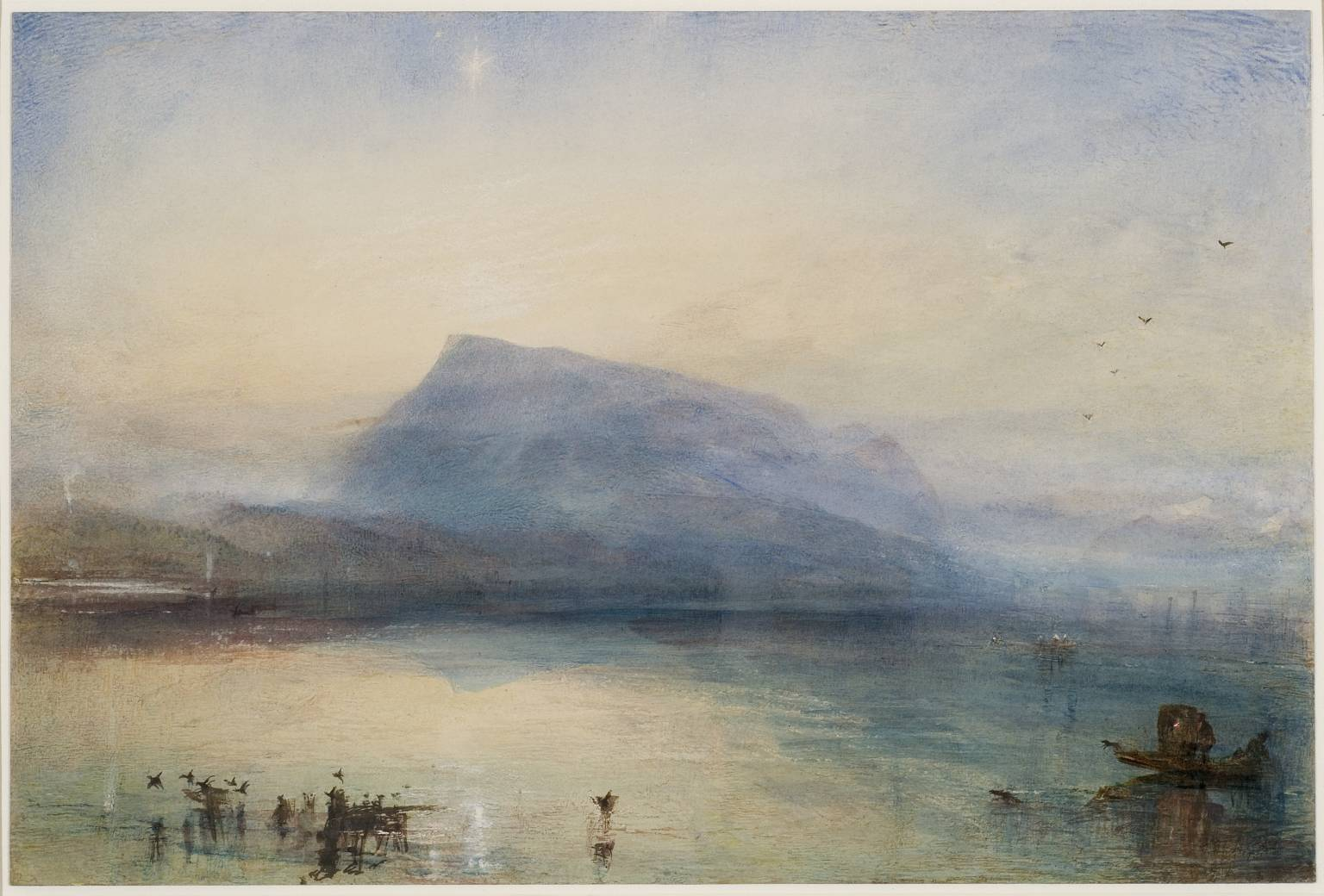
Le Rigi bleu, soleil levant Tate Britain, Londres.
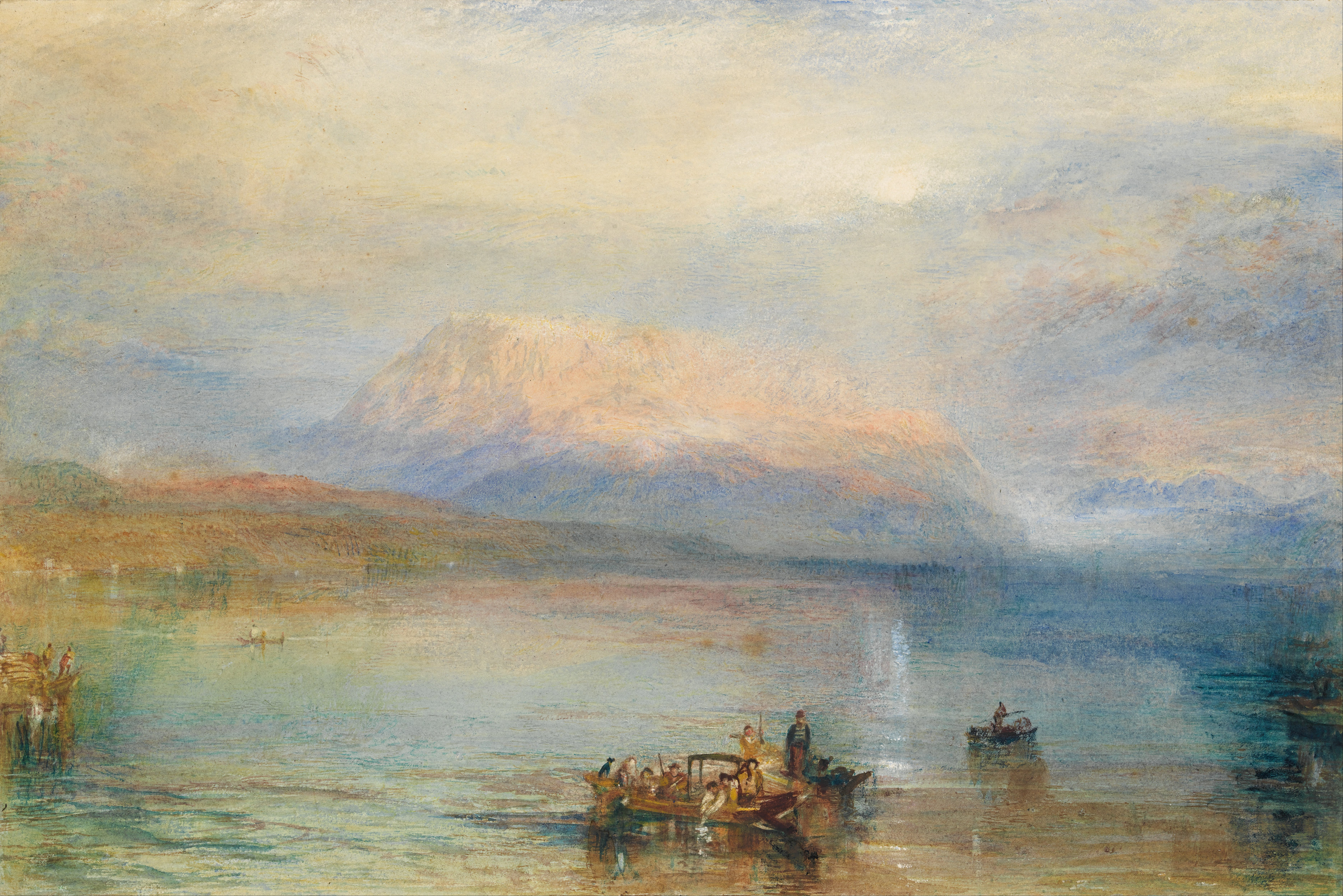
Le Rigi rouge National Gallery of Victoria, Melbourne.
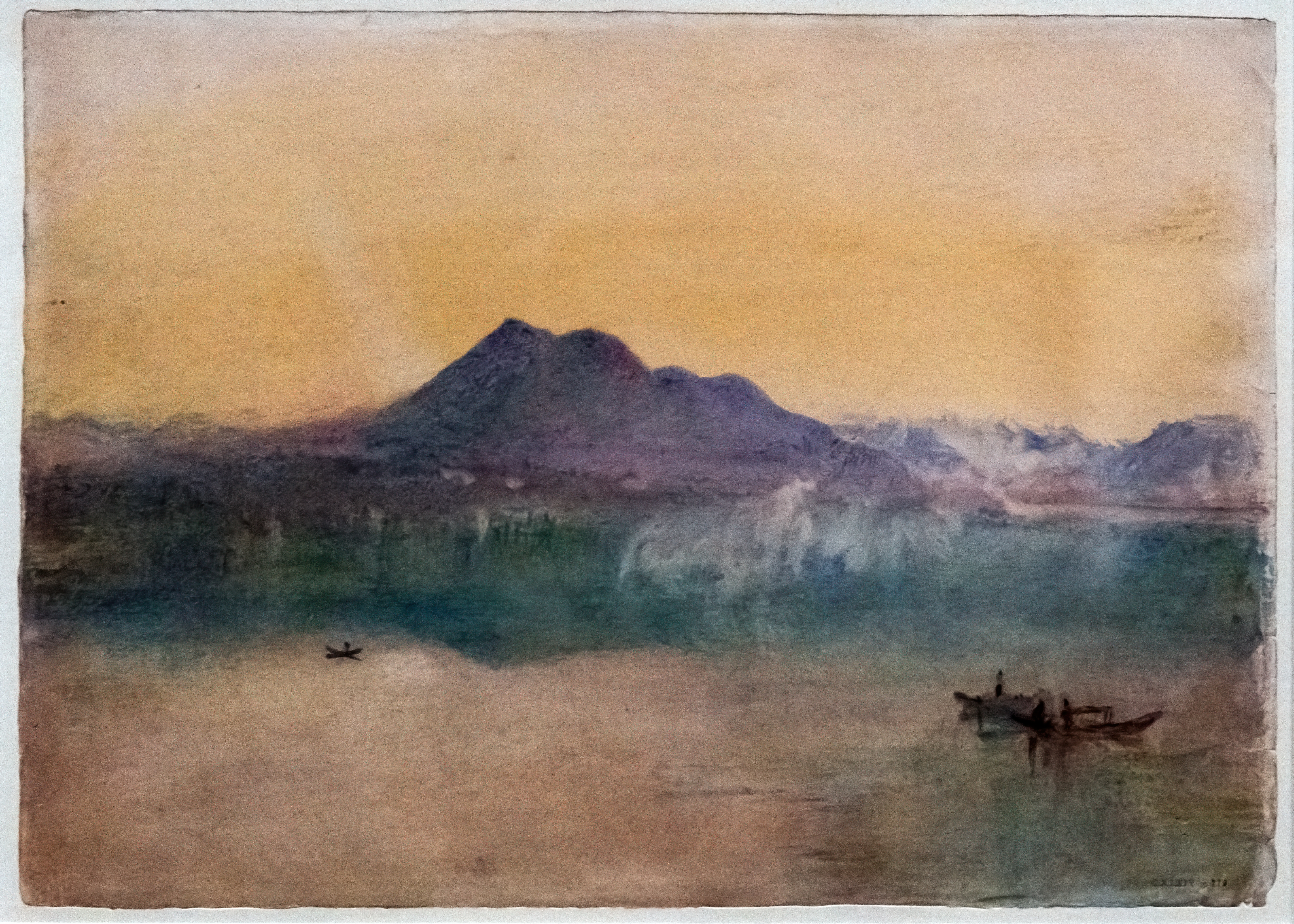
Le Rigi noir : Le Lac de Lucerne Tate Britain.
Le Rigi noir : Le Lac de Lucerne montrant le Rigi au lever du soleil Collection privée.